# 洛根鎮區 (伊利諾伊州皮奧里亞縣)
洛根鎮區（英語：Logan Township）是位於美國伊利諾伊州皮奧里亞縣的一個行政鎮區。

## 地方資料
根據2010年美國人口普查的數據，洛根鎮區的面積為94.80平方千米，當中陸地面積為94.70平方千米，而水域面積為0.10平方千米。當地共有人口3175人，而人口密度為每平方千米33.49人。